# Mannlicher M1895
Штайр-Манліхер-М1895 — австро-угорський карабін з ковзним затвором.
Перебував на озброєнні Австро-Угорщини, в 1916 році, попри цілий ряд переваг, був замінений на німецький карабін Mauser. Після розвалу Австро-Угорської імперії Штайр-Манліхер-М1895 потрапили на озброєння новостворених держав, зокрема ЗУНР (Манліхер-М1895 перебував на озброєнні УГА).

## Конструкція
Характеризувався високою скорострільністю, оскільки для перезаряджання карабіна, як це здійснюється в ковзних затворах систем Маузера, Лі-Енфілда та Бердана-Мосіна, не потрібно за допомогою рукоятки, яка розташована збоку на затворі, обертати його на 90 градусів справа наліво, а потім відтягувати його до себе для екстракції гільзи, коли гільза буде вийнята (екстрагована), тягнути затвор від себе для досилання набою в патронник і знов провертати затвор тепер уже зліва направо на 90 градусів, щоб заперти ствол. У поздовжньо-ковзному затворі системи Манліхера все здійснюється за допомогою прямолінійних рухів: до себе екстрагується гільза, від себе досилається набій у патронник і запирається ствол. За рахунок цього забезпечується висока скорострільність Відео [Архівовано 7 грудня 2015 у Wayback Machine.]. Також серед переваг досить пристойна купчастість. Недолік цього карабіна, як і всіх карабінів з цією системою, — чутливість до забруднень.

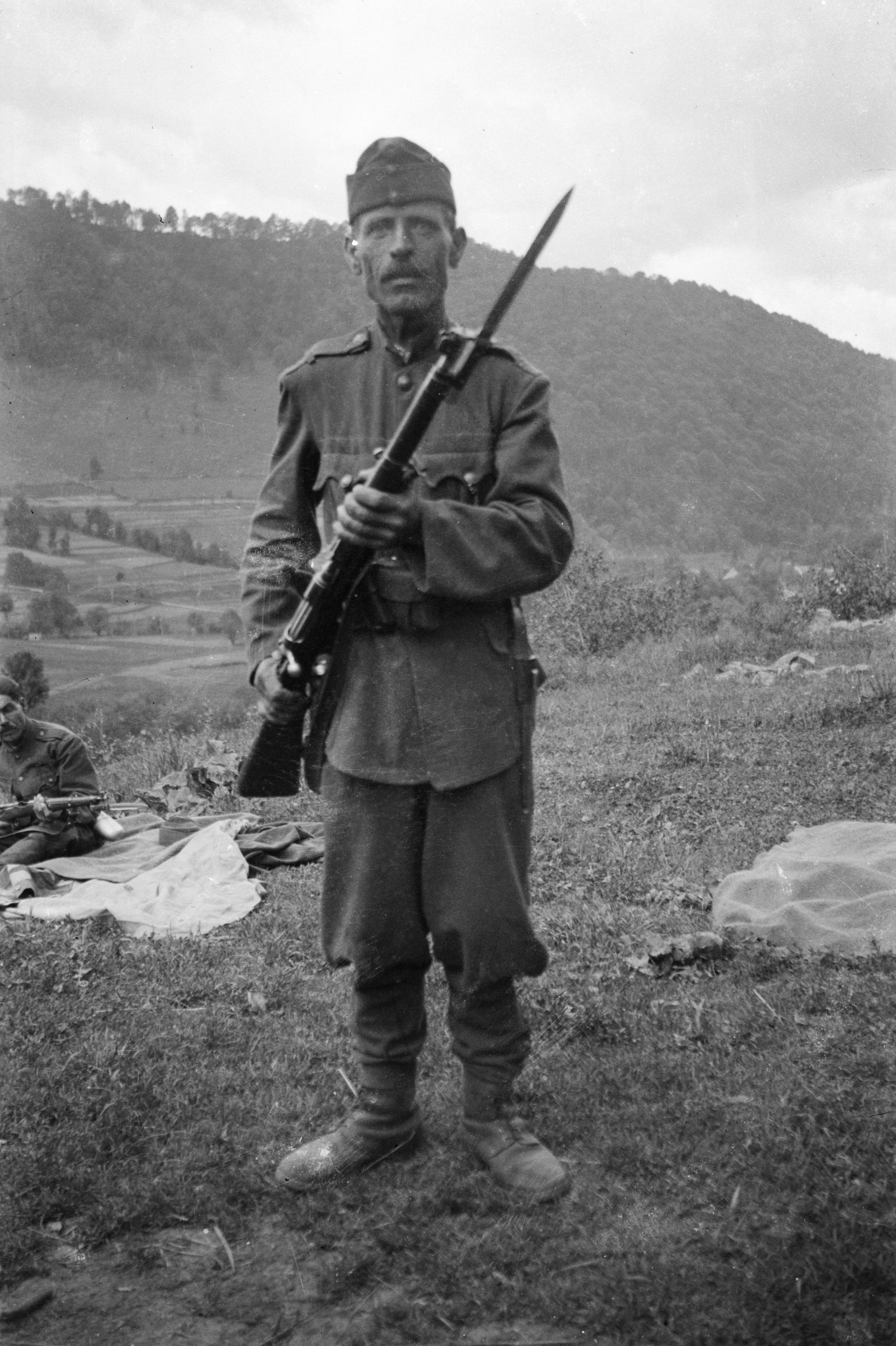
Угорський солдат з гвинтівкою Штайр-Манліхер-М1895

Заряджання гвинтівки здійснюється за допомогою обойми з п'ятьма набоями, поміщеними в металічну пачку, яка залишається в магазині до використання всіх набоїв. Після використання пачка випадає під дією своєї маси у вікно, що розташоване на дні магазина. Пачка, у якій ще залишились набої, може бути вийнята через відкритий затвор після натискання на фіксатор пачки, який знаходиться на передній частині спускової скоби. Особливістю манліхерівських пачок для карабінів Штайр М95 є наявність у них «верху» та «низу»: верхня частина має рифлення для зручнішого її утримання.

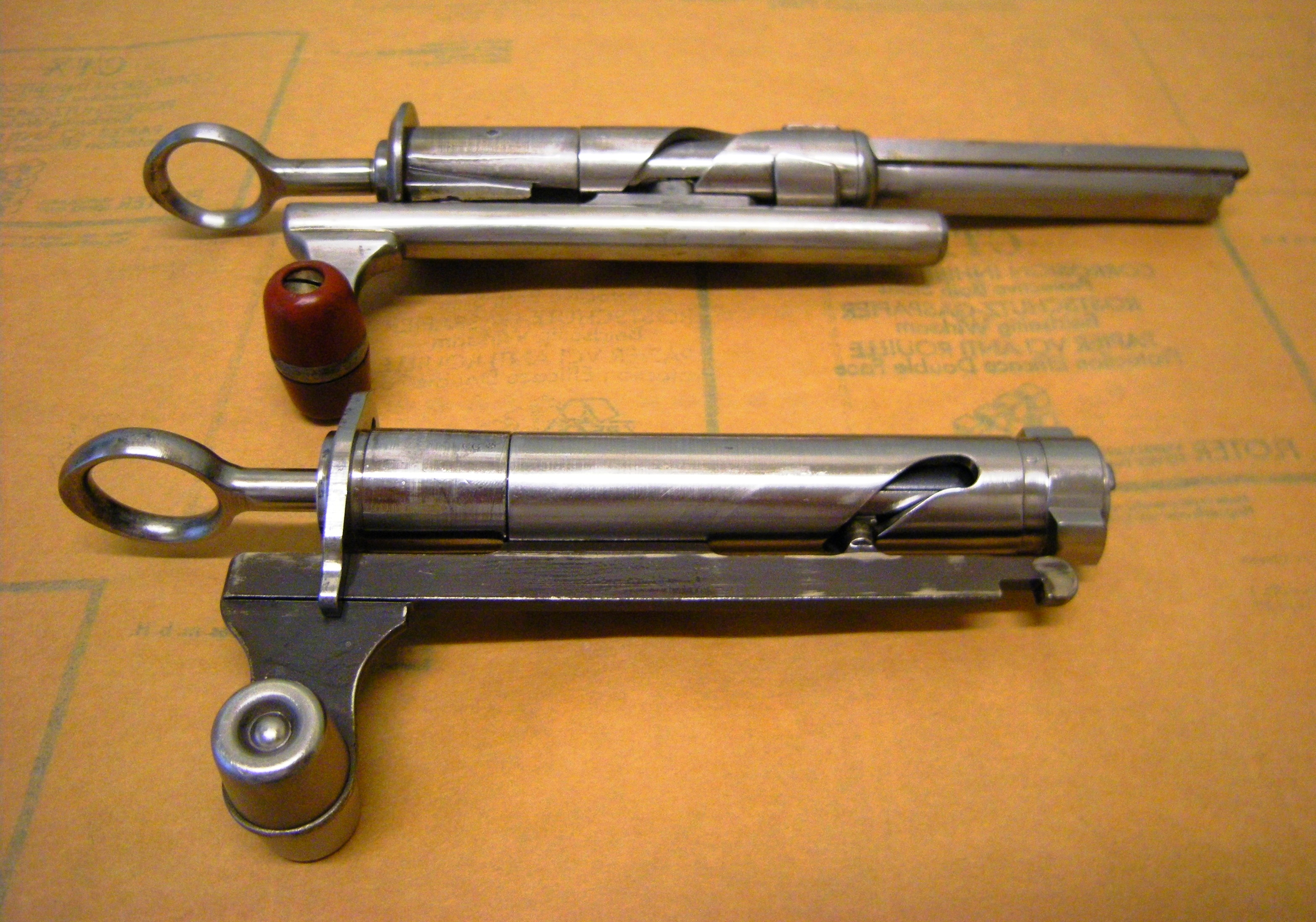
Затвор гвинтівки КЗ1-55

Затвор швейцарської гвинтівки КЗ1-55 також цієї системи. Зовні не схожий на затвор Штаєр Манліхер-М95 — та на ньому добре видно спіральні вирізи, завдяки яким гребінь затвора повертається на 90 градусів і запирає канал ствола, (гребінь знаходиться на кінці другого затвора знизу у вигляді двох квадратних виступів по боках на самому кінці затвора, повертаючись на 90 градусів, вони заходять за плече стволової коробки й запирають канал ствола).
Оригінальна гвинтівка Штаєр-Манліхер М1895 випускалась у таких калібрах: 8х50R Stayr, 8х51R Stayr, 8х56R Stayr. Лебелівський набій того самого калібру 8х50R не підходив через більший діаметр денця гільзи, ніж у 8х50R Stayr.

## Варіанти
- Infanterie Repetiergewehr M.95 — піхотна гвинтівка зразка 1895 року з 750 мм стволом.
- Kavaliere Repetierkarabiner M.95 — кавалерійський карабін зразка 1895 року з 500 мм стволом, без кріплення для багнета.
- Extra-Korps-Gewehr M.95 (RepetierStutzen M1895) — карабін зразка 1895 року з 480 мм стволом і кріпленням для багнета — для артилеристів, військовослужбовців інженерних військ і інших спеціалізованих підрозділів.
- М95/24 — модифікація зразка 1924 року під патрон 7,92×57 мм з вкороченим до 580 мм стволом.
- М95/30 — австрійська модифікація зразка 1930 року під патрон 8×56 мм R
- М95/31 — угорська модифікація зразка 1931 року під патрон 8×56 мм R.

## Оператори
- Австро-Угорщина
- Австрія
- Болгарія
- Німеччина
- Греція
- Угорщина
- Італія
- Румунія
- Югославія
- Нідерланди
- Османська імперія
- Туреччина
- Чехословаччина
- Португалія
- ЗУНР